# Microrregión de São Lourenço
La microrregión de São Lourenço es una de las  microrregiones del estado brasileño de Minas Gerais perteneciente a la mesorregión  sur y Sudoeste de Minas. Su población fue estimada en 2006 por el IBGE en 213.717 habitantes y está dividida en dieciséis municipios. Posee un área total de 3.831,155 km².

## Municipios
- Alagoa
- Baependi
- Cambuquira
- Carmo de Minas
- Caxambu
- Conceição do Rio Verde
- Itamonte
- Itanhandu
- Jesuânia
- Lambari
- Olímpio Noronha
- Passa Quatro
- Pouso Alto
- São Lourenço
- São Sebastião do Rio Verde
- Soledade de Minas

- Datos: Q542874